# Sonic - Il film
Sonic - Il film (Sonic the Hedgehog) è un film del 2020 diretto da Jeff Fowler, basato sulla popolare serie videoludica Sonic the Hedgehog della SEGA, e tratto per alcune parti dall'omonimo videogioco del 1991.
Il film, una co-produzione giapponese-statunitense interpretata da Ben Schwartz, Jim Carrey, James Marsden e Tika Sumpter, segue il riccio alieno blu Sonic che, assistito dallo sceriffo Tom Wachowski, cerca di sfuggire al governo e fermare il diabolico Dr. Robotnik. Entrato in produzione dal 2013, l'uscita del film era inizialmente prevista per novembre 2019. Tuttavia, dopo che il primo trailer dell'aprile 2019 ha suscitato critiche negative da parte dei fan in merito all'aspetto di Sonic drasticamente diverso dalla versione originale, la Paramount ha rimandato la data in modo da ridisegnare il protagonista.
Il film è uscito nelle sale cinematografiche italiane il 13 febbraio 2020 e il 14 febbraio in quelle statunitensi, ricevendo recensioni generalmente positive dalla critica ed un incasso di circa 320 milioni di dollari in tutto il mondo, ottenendo il primato per il miglior debutto cinematografico per un film tratto da un videogioco, sesto maggior incasso del 2020 e miglior incasso per un film basato su un videogioco negli Stati Uniti (superando il record di Pokémon: Detective Pikachu). La pellicola ha dato origine ad una serie cinematografica, comprendenti tra gli altri due sequel intitolati Sonic 2 - Il film (2022) e Sonic 3 - Il film (2024).

## Trama
Il giovane riccio blu Sonic è costretto ad abbandonare il suo pianeta natale da bambino e a rifugiarsi sulla Terra per sfuggire a coloro che vorrebbero sfruttare i suoi misteriosi poteri, grazie ai quali è in grado di controllare l'elettricità e amplificare a dismisura la sua già incredibile velocità. Prima di sacrificarsi per salvarlo da una tribù di echidna, la sua saggia mentore Longclaw gli consegna degli anelli magici con la funzione di portali, grazie ai quali sarà in grado di rifugiarsi in un nuovo mondo qualora altri dovessero cercare di catturarlo.
Dieci anni dopo, Sonic si è stabilito nella cittadina di Green Hills, nel Montana, dove vive indisturbato all'insaputa degli abitanti, sentendosi però solo e senza amici. A Green Hills vive anche il giovane e audace sceriffo Tom Wachowski, il quale però è insoddisfatto della monotona vita di campagna e ha quindi fatto domanda per essere trasferito alla polizia di San Francisco. Una sera Sonic, fortemente frustrato dalla sua solitudine, sprigiona senza volerlo i suoi grandi poteri, provocando un'onda elettromagnetica che lascia al buio l'intero nord-ovest statunitense. Venti minuti dopo, al Pentagono si riunisce il Dipartimento della difesa con l'intenzione di capire cosa sia successo, ma incapaci di trovare una spiegazione al fenomeno, inviano quindi nella zona l'eccentrico ma geniale dottor Ivo Robotnik, che con i suoi droni scova ben presto le tracce di Sonic mettendosi alla sua ricerca.
Sonic, vedendosi braccato, è quindi costretto a lasciare la Terra, ma non vuole lanciare un anello per paura che lo scoprano, così si reca a casa di Tom, che lo sorprende nel suo garage. Nella concitazione, Tom spara a Sonic un dardo soporifero, e il sacchetto contenente gli anelli magici finisce erroneamente in un portale per San Francisco, sul tetto del Transamerica Pyramid. Al suo risveglio, Sonic si presenta a Tom, e mentre i due discutono, Robotnik raggiunge la casa dello sceriffo seguendo le tracce del riccio blu. Ne nasce uno scontro, a seguito del quale Sonic e Tom riescono a fuggire. A questo punto, Tom accetta con riluttanza di aiutare Sonic a recuperare i suoi anelli. Durante il viaggio, i due hanno modo di conoscersi meglio e fare amicizia, ma quando manca poco all'arrivo vengono nuovamente scovati da Robotnik, che scaglia contro di loro i suoi droni da combattimento, riuscendo a ferire gravemente Sonic. Tom quindi lo porta da sua moglie Maddie, che riesce a rianimarlo.
I tre si recano quindi al Transamerica Pyramid, e Sonic riesce a rientrare in possesso dei suoi anelli. Vengono tuttavia raggiunti da Robotnik (soprannominato nel mentre Dr. Eggman da Sonic, per la forma ad uovo dei suoi droni), stavolta alla guida di un aliante denominato Eggpod, potenziato con un aculeo perso dal riccio blu e permettendogli così di raggiungere la sua stessa velocità. Ne nasce una corsa sfrenata in tutto il mondo attraverso i portali degli anelli, tra Francia, Cina ed Egitto, e che si conclude nuovamente a Green Hills. Qui Sonic viene gravemente colpito in pieno da un colpo dello scienziato, restando indifeso alla sua mercé. Quando però Tom, Maddie e tutti gli altri abitanti si frappongono tra lui e Robotnik, Sonic per la prima volta sprigiona volontariamente il suo potere, riuscendo anche grazie all'aiuto dello sceriffo ad imprigionare il perfido scienziato su un pianeta pieno di funghi attraverso uno degli anelli.
Passata la crisi, e con l'esercito che decide di far calare il silenzio sull'intera vicenda, Tom sceglie di rimanere a Green Hills assieme a Maddie, i quali mostrano a Sonic di avergli allestito una stanza da letto personale nella soffitta adottando Sonic come figlio dando al giovane una famiglia cosa che Sonic aveva sempre desiderato. Tuttavia, il dottor Robotnik è tutt'altro che sconfitto, e dopo aver perso la propria sanità mentale, essersi rasato i capelli a zero e allungato i baffi (assumendo un look molto simile a quello dei videogiochi), confida di usare l'aculeo di Sonic ancora in suo possesso per riuscire ben presto a tornare indietro, pianificando la sua vendetta nei confronti del suo futuro arcinemico.
In una scena dopo i primi titoli di coda, una volpe a due code arriva sulla Terra in cerca di Sonic.

## Personaggi
- Sonic the Hedgehog: il protagonista del film, è un riccio mobian blu che corre a una velocità supersonica, con cui può manipolare e amplificare l'elettricità. Dopo aver involontariamente provocato un blackout, finisce per essere ricercato dal governo ed è costretto a riprendersi i suoi anelli. È interpretato in facial motion capture ed è doppiato da Ben Schwartz (ed. inglese) e Renato Novara (ed. italiana).
- Dr. Ivo "Eggman" Robotnik: antagonista principale del film è uno scienziato pazzo e genio della meccatronica, assunto dal governo degli Stati Uniti per investigare su Sonic con l'ausilio dei suoi avanzati macchinari. Una volta appreso del potere di Sonic, Robotnik deciderà di catturare il riccio blu e sfruttarne l'energia supersonica per impadronirsi del mondo, divenendo così suo arcinemico. Durante il film, Sonic lo chiamerà più volte "Dr. Eggman" a causa della forma a uovo ("egg") dei suoi robot, che altri non è che il nome originale giapponese della sua controparte videoludica, la quale veniva invece chiamata così per la forma ovoidale del suo corpo. È interpretato da Jim Carrey e doppiato da Roberto Pedicini.
- Tom Wachowski: il protagonista umano del film, è l'audace sceriffo di Green Hills. Insoddisfatto della vita di campagna, fa domanda per la Polizia di San Francisco. Incontra e conosce Sonic per primo e lo aiuta a fermare i diabolici piani del Dr. Eggman. Viene soprannominato da Sonic il "Signore delle Ciambelle" È interpretato da James Marsden e doppiato da Massimiliano Manfredi.
- Maddie Wachowski: la protagonista umana del film, è un'affascinante veterinaria, moglie di Tom, che lo aiuta insieme a Sonic per fermare l'ignobile Dr. Eggman. Viene soprannominata da Sonic la "Signora dei Pretzel". È interpretata da Tika Sumpter e doppiata da Laura Facchin.
- Agente Stone: antagonista secondario del film, è un agente segreto governativo assistente del dottor Robotnik. È interpretato da Lee Majdoub e doppiato da Raffaele Carpentieri.
- Wade Whipple: è un collega ufficiale di polizia di Green Hills ed è un amico di Tom Wachowski. È interpretato da Adam Pally e doppiato da Gabriele Tacchi.
- Comandante Walters: è il vicepresidente del Joint Chiefs of Staff. Ordina a Robotnik di investigare sul black-out causato involontariamente da Sonic. È interpretato da Tom Butler e doppiato da Ambrogio Colombo.
- Maggiore Bennington: è il capo dell'esercito americano. È interpretato da Neal McDonough e doppiato da Alessio Cigliano.
- Jojo: è la figlia di Rachel e nipote di Tom e Maddie. È interpretata da Melody Nosipho Niemann e doppiata da Matilde Ferraro.
- Rachel: è la sorella di Maddie a cui non piace Tom e cerca continuamente di convincerla a lasciarlo. È interpretata da Natasha Rothwell e doppiata da Angela Brusa.
- Carl il Pazzo: è un anziano abitante di Green Hills, è un teorico della cospirazione che da tempo cerca di provare la strana esistenza di Sonic, da lui definito il "Diavolo Blu". È interpretato da Frank C. Turner e doppiato da Mino Caprio.
- Ozzie è un Golden retriever, affettuoso cane dei Wachowski (e soprattutto di Sonic).

Colleen O'Shaughnessey, voce di Tails (nella serie di videogiochi e della serie animata Sonic Boom), doppia il personaggio in una scena finale a metà dei titoli di coda. Garry Chalk, che aveva dato la voce a Testadura e al Dr. Robotnik rispettivamente nelle serie animate Le avventure di Sonic e Sonic Underground, interpreta un ufficiale dell'esercito statunitense.
Il rapper Riff Raff fu scelto per un ruolo nel film, ma fu successivamente tagliato fuori.

## Produzione

### Sviluppo
La pellicola entrò in produzione nel 2013, quando Sony Pictures acquistò i diritti del personaggio per produrne un film. Fowler fu assunto per la regia nel 2016, e il progetto fu poi acquistato e proseguito dalla Paramount Pictures dal 2017. Le riprese si sono svolte tra luglio e ottobre 2018 a Vancouver, Ladysmith e in varie zone sull'isola di Vancouver.
Scritto da Patrick Casey, Josh Miller e Oren Uziel, da una storia di Van Robichaux e Evan Susser, il film vede Ben Schwartz doppiare il protagonista e Jim Carrey nei panni del Dr. Eggman, insieme a James Marsden, Tika Sumpter, Adam Pally, Neal McDonough e Lee Majdoub.

### Design di Sonic
Gli effetti visivi sono stati realizzati da Blur Studio, Digital Domain, Marza Animation Planet, Method Studios, Moving Picture Company, Pixel Light Effects, Shade VFX, Trixter. Il design iniziale del protagonista Sonic, a differenza delle precedenti incarnazioni, cambiò drasticamente, venendo realizzato con più pelo, occhi separati, scarpe diverse e corporatura più umana.
Il design iniziale ha ricevuto pesanti critiche per il suo aspetto eccessivamente umanoide (e, secondo utenti, molto inquietante o addirittura riconducibile alla cosiddetta uncanny valley) e la mancanza di somiglianze con il suo aspetto originale dei videogiochi. In seguito alle critiche negative da parte dei fan, il personaggio è stato ridisegnato completamente, assumendo un aspetto più fedele all'originale (nonostante le braccia blu e gli occhi separati).
Il costo del redesign (creato dal fumettista Tyson Hesse, che ha inoltre collaborato con SEGA per realizzare la intro di Sonic Mania e alcuni cartoni animati) è stato di 5 milioni di dollari, facendo aumentare il budget da 90 a 95 milioni di dollari.
Sonic nel suo design originale appare in chiave parodistica nel film d'animazione/live-action Cip & Ciop agenti speciali (2022), chiamato semplicemente Ugly Sonic (letteralmente "Sonic brutto") e interpretato da Tim Robinson, in cui è un attore fallito e deriso da tutti stranamente dotato di contatti con l'FBI (con cui ha intenzione di fare una sua serie) che finirà per aiutare Cip e Ciop nelle loro avventure e di arrestare il boss del crimine Sweet Pete e la sua Banda della Valle.

## Promozione
Il primo poster uscì il 10 dicembre 2018. Il 4 aprile 2019 viene presentato il primo trailer al CinemaCon di Las Vegas, e il 30 aprile è stato pubblicato on-line. Su YouTube nelle prime 24 ore, il trailer ha totalizzato 175.000 "mi piace" e 260.000 "non mi piace" per via dell'aspetto umanoide del protagonista e ha avuto più di 12 milioni di visualizzazioni.
A seguito delle proteste dei fan del personaggio, il regista ha annunciato di aver recepito il messaggio, e che il suo team riprogetterà il personaggio da zero. A causa di queste modifiche, la data di uscita del film, fissata per il novembre 2019, è stata spostata a febbraio del 2020.
Il 12 novembre 2019 esce un nuovo trailer, con le evidenti modifiche apportate al design del protagonista, questa volta accolto con reazioni positive dai fan.

## Distribuzione
L'uscita del film era inizialmente prevista per l'8 novembre 2019. Tuttavia, dopo che il primo trailer del maggio 2019 ha suscitato critiche negative da parte dei fan in merito al design del protagonista, la Paramount ha rimandato la data al 14 febbraio 2020 per rifare il design del protagonista, in modo da ridisegnare il design di Sonic. Il film è stato distribuito nelle sale cinematografiche italiane il 13 febbraio 2020, mentre in quelle statunitensi c'è stata un'anteprima il 25 gennaio 2020 al Los Angeles Premiere e successivamente il 14 febbraio in tutti i cinema USA. L'uscita nelle sale cinesi e giapponesi, invece, rispettivamente fissate per il 28 febbraio ed il 27 marzo seguente, sono state rimandate al 26 giugno (Giappone) e al 31 luglio (Cina) a causa della pandemia di COVID-19 che ha colpito il territorio asiatico.

## Accoglienza

### Incassi
Sonic - Il film ha incassato 148974665 $ in Nord America e 170741018 $ nel resto del mondo, per un totale di 319715683 $.
Negli Stati Uniti il film ha incassato ben 58 milioni di dollari solo nel weekend di esordio, diventando il film ispirato ad un videogioco col maggior incasso nei primi giorni di proiezione (superando il detentore del record Detective Pikachu).
In Italia il film ha incassato quasi un milione e mezzo di euro nel fine settimana di apertura, piazzandosi al secondo posto alle spalle de Gli anni più belli di Gabriele Muccino. Globalmente ha raggiunto quota 111 milioni di dollari solo nei primi tre giorni di programmazione.
Nel fine settimana seguente mantiene la vetta della classifica negli Stati Uniti con più di 26 milioni di dollari mentre in Italia scende al quinto posto con 500.000 euro.
Nel terzo weekend di programmazione perde il primato negli Stati Uniti con un incasso di 16 milioni di dollari (quasi la metà del film in vetta L'uomo invisibile), mentre in Italia mantiene la quinta posizione seppur con un guadagno di soli 150.000 euro.
Supera i 140 milioni di dollari solo negli Stati Uniti al termine del quarto fine settimana diventando il film ispirato ad un videogioco col maggior incasso sul territorio americano (superando il film Pokémon: Detective Pikachu fermo a 138.1 milioni di dollari); contemporaneamente, sfiora i 2.5 milioni di euro in Italia e i 300 milioni a livello globale.

### Critica
Il film è stato accolto da recensioni generalmente positive da parte della critica, venendo elogiato per le interpretazioni del cast (in particolare quella di Jim Carrey), il design di Sonic e l'umorismo, ma criticato da alcuni per le differenze con il materiale originale e la mancanza di ambizione.
Il sito aggregatore di recensioni Rotten Tomatoes riporta che il 64% delle 208 recensioni professionali ha dato un giudizio positivo sul film, con un voto medio di 6 su 10. Il commento del sito recita: "Adeguatamente agile e spesso divertente, Sonic - Il film è un'avventura tratta da videogiochi che tutta la famiglia può godersi - e una buona scusa per Jim Carrey per attingere all'energia maniacale che ha lanciato la sua carriera". Diversa invece la situazione su Metacritic, dove il film detiene un punteggio del 47 su 100, basato su 42 recensioni.
Il sito IGN ha dato al film un punteggio di 7 su 10, elogiando le performance e l'effetto nostalgia, affermando: "Mentre questa commedia d'azione per famiglie soffre di una storia semplicistica e si appoggia troppo pesantemente su cliché visivi, Sonic - Il film è comunque potenziato dalle solide performance di Ben Schwartz nei panni di Sonic e Jim Carrey nei panni del Dr. Robotnik. Il loro gioco da gatto e topo in corso è divertente e i fan del franchise di SEGA dovrebbero apprezzare tutti i cenni alla storia di Sonic". Dami Lee di The Verge ha dato al film una recensione positiva, lodandone gli elementi nostalgici.

## Citazioni e riferimenti
Nel film, sono presenti innumerevoli citazioni ai videogiochi e a qualche altro film culturale:
- L'isola lussureggiante dove è nato Sonic è identica a Green Hill Zone, primo livello del primo titolo, mentre il nome della città di Green Hills è un riferimento più esplicito.
- Sulla mappa di Sonic sono raffigurati il logo del Sega Saturn, una sfera a scacchiera che cita il minigioco Blue Sphere, un Chaos Emerald (molto più rilevante nel sequel) e l'aspetto di South Island dal primo titolo a 8-bit.
- Ogni volta che Sonic si fa male ed è in possesso dei suoi anelli, li perde sempre come nella meccanica base dei videogiochi.
- Il cartello stradale che Sonic usa come tavolo da ping-pong recita "Hill Top Rd.", è un riferimento al livello Hill Top Zone di Sonic the Hedgehog 2.
- Il cappello da cowboy di Sonic è un omaggio a quello di Knuckles nell'OAV del 1996.
- Il film d'azione guardato da Tom e Maddie nella parte iniziale del lungometraggio è Speed e viene inquadrato da Keanu Reeves. In tale scena, si scopre che Sonic è un grande fan del suddetto attore.
- Nel film, Sonic adora i Chilli Dog, proprio come nelle serie animate, giochi successivi e fumetti.
- Nel film, le abilità di Sonic sono molto simili ai supereroi dei fumetti: Flash (DC Comics) e Quicksilver (Marvel Comics).
- La scena dove Sonic "ferma" e maneggia le pallottole e i missili sparatigli dal dottor Ivo Robotnik è una citazione del film Matrix.
- Durante il viaggio in auto, Sonic fa qualche battuta riferente a Dick Grayson/Robin, il leader dei Teen Titans.
- L'Eggpod è quasi una parodia della Egg Mobile.
- Il letto a forma di auto sportiva nella stanza allestita alla fine del film è quello comparso nella serie a fumetti edita da Archie Comics e i suoi spin-off.
- Il Pianeta dei Funghi è basato su Mushroom Hill Zone, primo livello del videogioco Sonic & Knuckles.
- Nella prima scena finale del film, il Dr. Robotnik, dopo la sua sconfitta, si rasa i capelli a zero e ha allungato i baffi per modellare la figura di un personaggio cattivo dei videogiochi e quindi sghignazza in modo maniacale, ricordando particolarmente il Dr. Nefarious (il robotico scienziato pazzo e arcinemico di Ratchet e Clank nell'omonimo film d'animazione della serie videoludica).

## Altri media

### Il giro del mondo in 80 secondi
Il giro del mondo in 80 secondi (Around the World in 80 Seconds) è un cortometraggio inedito pubblicato il 31 marzo 2020 e incluso nell'edizione home video del film come parte dei contenuti speciali. Il corto, narrato in prima persona da Sonic, è animato con uno stile molto simile a quello delle vignette di Diario di una schiappa. Il titolo é una parodia del noto libro Il giro del mondo in 80 giorni. 
Sonic racconta di avere un diario di bordo dove segna i posti che ha visto in giro per il mondo. In ordine, ha visitato Los Angeles, il Parco nazionale degli Arches, il sito archeologico di Chichén Itzá, New York City e poi Londra, dove osserva la House of Parliament e il London Eye. Passa quindi davanti al Museo del Louvre di Parigi, vede l'Egitto, l'India, il Giappone (che indica come uno dei suoi preferiti) e Sydney, tornando a Green Hills esattamente 80 secondi dopo la partenza, salvo partire nuovamente per l'Alaska a guardare l'aurora boreale. Sonic termina il racconto dicendo di voler visitare il deserto del Sahara, lo Yosemite National Park e Madrid.

### Videogiochi
Sonic - Il film ha ricevuto promozioni in Sonic Forces: Speed Battle e Sonic Dash, nei quali sono stati aggiunti Sonic, Sonic bebè e Longclaw come nuovi personaggi, assieme a colonne sonore provenienti dal film.

## Sequel
In un'intervista promozionale per il film, Jim Carrey ha affermato di poter immaginare di sviluppare Robotnik per un sequel: "Non mi dispiacerebbe farne un altro perché è stato molto divertente, prima di tutto, e una vera sfida per cercare di convincere le persone che ho un quoziente intellettivo a tre cifre [...] C'è così tanto spazio, sai, Robotnik non ha raggiunto la sua apoteosi." Nel febbraio 2020, Fowler dichiarò di aver pianificato un potenziale seguito in cui includere più elementi dai videogiochi. A marzo 2020, Marsden ha confermato di aver firmato per più di un sequel, affermando: "Credo, non so se dovrei dirlo, quanti ne vogliono fare. Sì, questa è la mia risposta piuttosto vaga."
Nell'aprile 2020, Marsden espresse interesse per un sequel con Tails e altri personaggi dai videogiochi, mentre Fowler espresse interesse nel mostrare l'amicizia di Sonic e Tails dei giochi e nell'ulteriore sviluppo di Robotnik. Lo sceneggiatore Pat Casey ha affermato che si è parlato di un sequel con più elementi dei videogiochi, ma che non era ancora stato approvato. Ha espresso interesse per un universo cinematografico condiviso con personaggi di SEGA e Nintendo, ma lo ha visto come "improbabile".
Un sequel è stato ufficialmente annunciato il 28 maggio 2020, con il ritorno di Fowler alla regia e Casey e Miller alla sceneggiatura. È stato anche confermato che Tim Miller, Hajime Satomi e Haruki Satomi torneranno come produttori esecutivi e Neal H. Mortiz, Toby Ascher e Toru Nakahara come produttori. Ben Schwartz, Jim Carrey, James Marsden e Tika Sumpter riprenderanno i loro ruoli. L'uscita del sequel è prevista per l'8 aprile 2022.
Il 22 dicembre 2020 viene rivelata la presenza di Knuckles nel sequel.
Il 10 febbraio 2021 Paramount Pictures pubblica il primo teaser, rivelando la conferma della presenza di Tails nel sequel, il logo e il titolo del film.
L'11 agosto 2021 viene rivelato che Idris Elba doppierà Knuckles nel film. L'8 dicembre 2021 viene pubblicato in rete il primo poster del film, e viene inoltre annunciato che Colleen O'Shaughnessey tornerà a doppiare Tails. Il 10 dicembre 2021 è uscito il primo trailer che annuncia la distribuzione prevista per l'8 aprile 2022.
Il film è stato distribuito nel aprile 2022 e ispirandosi ai videogiochi Sonic the Hedgehog 2, Sonic the Hedgehog 3 e Sonic & Knuckles, segue Sonic allearsi con Tails per fermare il nuovo piano malvagio del Dr. Eggman di conquistare il mondo con il Grande Smeraldo, aiutato da Knuckles.
Nel febbraio 2022 vengono annunciati nuovi progetti che andranno a creare un franchise: un terzo film e una miniserie televisiva su Knuckles, le cui riprese iniziano ad aprile 2023. Il 9 agosto 2022 viene annunciata la data di uscita del terzo capitolo cinematografico prevista per il 20 dicembre 2024.
Il 26 aprile 2024 viene distribuita su Paramount+ la miniserie televisiva spin-off sull'echidna rosso, che segue il protagonista che deve esercitare il vicesceriffo Wade Whipple. La serie in Italia viene pubblicata il giorno successivo a causa del fuso orario.
Il 25 agosto 2024 viene annunciata l'uscita del trailer del terzo film che viene pubblicato il 27 agosto 2024: il film si ispira ai videogiochi Sonic Adventure 2 e Shadow the Hedgehog, e vedrà il Team Sonic allearsi inaspettatamente con il Dr. Eggman per fermare Shadow, un riccio nero a strisce rosse molto simile a Sonic (creato dal nonno di Eggman, Gerald Robotnik) che cerca vendetta contro coloro che gli hanno tolto la sua migliore e unica amica: Maria (cugina di Eggman). I fan hanno anche espresso il desiderio di vedere nel terzo film Amy Rose e Silver the Hedgehog. In Italia il denominato film uscirà il 1º gennaio 2025.
Nel dicembre 2024, poco prima dell'uscita del film in madre patria, è stato annunciato un quarto film della saga che uscirà nel 19 marzo 2027. I produttori sono anche intenti a creare altri spin-off sul franchise, in particolare uno sul Team Chaotix (ovvero Vector the Crocodile, Espio the Chameleon e Charmy Bee). Nel quarto film sono già stati confermati Amy Rose come protagonista femminile e Metal Sonic come antagonista. In seguito viene rivelato che è in sviluppo anche un'altra miniserie TV come sequel per Paramount+ sul personaggio di Shadow the Hedgehog, sopravvissuto alla storia del terzo film.